# Carnaval de Solsona

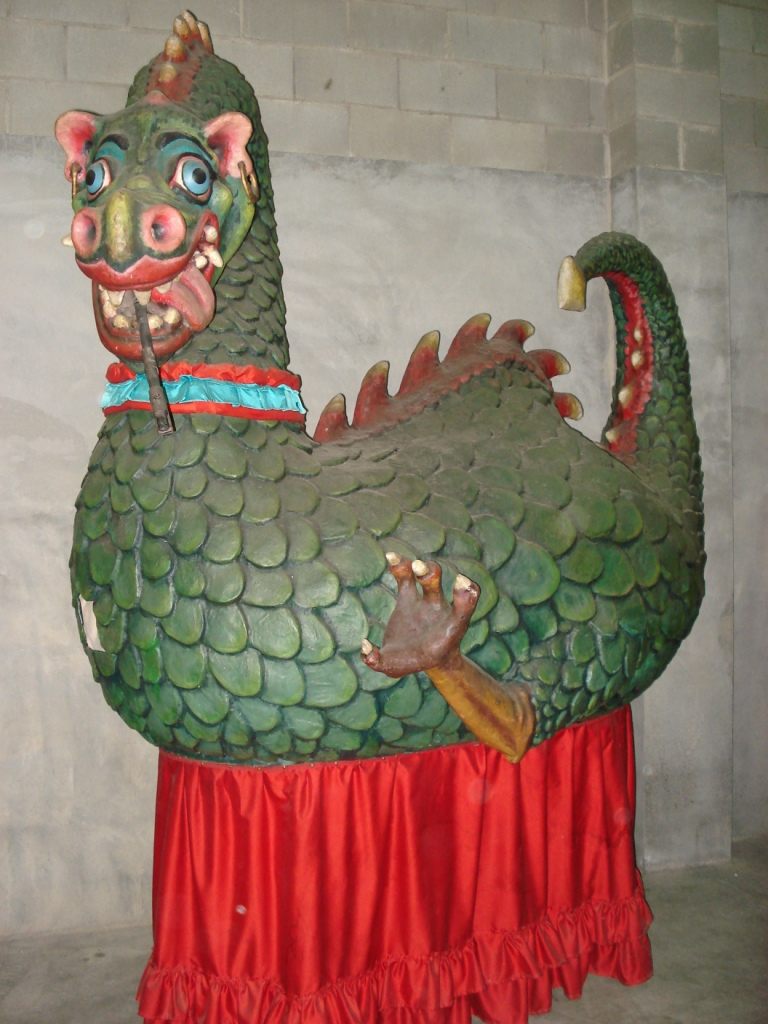
La Draca del Carnaval

El Carnaval de Solsona és una festa popular que se celebra a la ciutat de Solsona, capital de la comarca del Solsonès. Comença ja uns dies abans del Dijous Gras i acaba, com tot Carnaval tradicional, el Dimecres de Cendra. És un dels més coneguts i emblemàtics de tots els Països Catalans, i reconegut amb el títol de Festa d'interès turístic nacional, concedit l'any 1978.

## Història
Es té constància documental i oral de la celebració de la festa del Carnaval de Solsona si més no des de mitjans dels anys 30 del segle xx. Tanmateix l'ocupació franquista de Catalunya a finals de 1938 i principis de 1939 va comportar que s'apliqués també a Catalunya l'ordre de prohibició de tots els carnavals que el govern franquista va dictar l'any 1936 a Burgos. Tot i que en algunes poblacions es van continuar celebrant festes populars i concorregudes sota el nom de carnaval, a totes elles els falta les parts essencials de la festa en si.
El Carnaval de Solsona tal com el coneixem avui reneix l'any 1971. Un grup de jovent de la ciutat sota el nom de Joventut Solsonina es va organitzar per a recuperar i promocionar actes i festes populars i de caràcter cultural. El 1971 decideixen, amb el suport de la població local, fer arribar de nou després de 35 anys a "Sa Majestat, el Rei Carnestoltes", llegir un sermó crític i crònic, i cremar finalment el ninot del rei de la festa el Dimecres de Cendra.
La festa fou un èxit, i l'inici (de nou) d'una llarga història que un diari ja desaparegut va titular com "L'alegre subversió d'un poble amb seu episcopal."
L'any 1978 aquesta festa fou declarada Festa d'interès turístic nacional.
L'esdeveniment és una de les principals festes de la població i de tota la comarca del Solsonès, i atrau cada any milers de visitants d'arreu de les terres catalanes.

## Principals actes
El Carnaval solsoní està conformat per més de 60 actes repartits entre 10 o 11 dies: actes de carrer, concerts i balls, actes per a la canalla, etc...

### Dijous gras, música sorda i ball mut
Com en molts Carnavals del país, el de Solsona també comença la setmana principal de Carnaval amb el Dijous Gras o Dijous Llarder, que en aquesta població es caracteritza principalment per un sopar "gras" (a base de mongetes, derivats del porc, etc.) popular a la plaça Major, seguit d'un ball a la mateixa plaça.
Abans, prèviament al sopar, però, es començava amb un recorregut pel nucli antic de Solsona, anomenat la Música Sorda, on els músics de l'orquestra i la gent del voltant es caracteritzen per desafinar constantment. Un cop arribats a la plaça Major es procedia a realitzar el Ball Mut, on es van ballant els trossos musicats i aquells en què l'orquestra es manté en silenci.
Actualment la música sorda no es fa, per que després de l'arribada del carnestoltes es puja fins a la plaça, i es fa el Ball Mut obra del mestre Joan Roure.

### Baixada de boits
La baixada de boits consisteix a fer baixar els boits, que són vehicles construïts per les comparses amb la característica de tenir coixinets en lloc de rodes, i sense frens, a diferència de les tradicionals baixades d'endromines o de carretons, al llarg del carrer Castell, travessar la plaça Major i acabar baixant el carrer Sant Miquel fins a parar al costat de la catedral.
Al llarg del recorregut, els boits es van trobant amb diversos obstacles com poden ser salts amb plataformes, algun balancí o bé un túnel, així com alguns elements penjats, com globus (amb farina o aigua a dins).

### Mercat de Carnaval
El mercat de carnaval és un mercat organitzat per les diverses comparses oficials de la festa per burlar-se del mercat Setmanal de Divendres i del Dimarts, ocupa tot el carrer castell, podeu trobar jocs ja pot ser del Carnaval o altres coses a les 18:15 el de Dissabte de Carnaval passa el Mata-ruc d'Honor.

### Arribada de S.M. Carnestoltes i Speakers
El dijous al vespre, pel Portal del Pont, arriba el Rei Carnestoltes acompanyat dels Gegants Bojos i alguns anys dels Gegants Vells del Carnaval. Anteriorment l'acte es celebrava el dissabte de carnaval, amb la rua i els ballets. Des del 2019, és celebra el Dijous Gras abans del Ball Mut.
Els actes de Carnaval els va començar a presentar una persona coneguda de la ciutat. L'any 1999 ofereixen a Elis Colell presentar l'acte de dissabte a la nit, i així va fer fins a l'any 2023. Quan l'Elis Colell va ser Carnestoltes 2006, l'acte el va presentar Oriol Montanyà en solitari. Entre l'any 2007-2008 es va incorporar Pere Obiols; aleshores hi van haver 3 presentadors: Elis Colell, Pere Obiols i Oriol Montanyà, aquest "trio" van durar fins a l'any 2012. Val a dir que l'any 2011, Elis Colell no va poder presentar l'acte, aleshores van  agafar les regnes Oriol Montanyà i Pere Obiols. De l'any 2013 al 2016 el van presentar Elis Colell i Pere Obiols, de l'any 2016 al 2019, Ester Espluga i Elis Colell. L'any 2020 és va celebrar el 50è Carnaval de Solsona i per celebrar l'ocasió van haver-hi els quatre speakers esmentats. L'any 2022 el van tornar a presentar els quatre, i al 2023, el van presentar: Elis Colell, Pere Obiols i Oriol Montanyà. Des de l'any 2024 el presenten varies persones, acostumen a ser tres o quatre.
Llista de Carnestoltes de Solsona
- Any 2025: Joan Cuadrench
- 2024 - Marc Torra[2]
- 2023 - Gemma Casals[3]
- 2022 - Miquel Ortiz "Mick Speaker"[4]
- 2021 - Anònim (cara tapada i segrestat).[5][6]
- 2020 - Jaume Porredon, Campa[7]
- 2019 - Dolors Subirà[8]
- 2018 - Josep Maria Pensí[9]
- 2017 - Adrià Navarro[10]
- 2016 - Jaume Subirà[11]
- 2015 - Josep M. Vilà, Pitu Molins[12]
- 2014 - Xavier Selva, el Barber Roig[13]
- 2013 - Joan Massana[14]
- 2012 - Xavier Ramellat[15]
- 2011 - Francesc Boix[16]
- 2010 - Victòria Rotxés, Vicky[17]
- 2009 - Francesc Ester, Guris[18]
- 2008 - Pere Jaray[19]
- 2007 - David Porredon, Porre[20]
- 2006 - Elis Colell[20]
- 2005 - Josep Caelles, Pau[20]
- Any 2004: Carles Freixes
- Any 2003: Josep Gabriel Pelegrina
- Any 2002: Aleix Albareda
- Any 2001: Manolo Delgado
- Any 2000: Ton Ramonet[20]
- Any 1999: Ramon Erola
- Any 1998: Judith Gisbert
- Any 1997: Miquel Vila
- Any 1996: Ramon Mir
- Any 1995: Josep Alsina
- Any 1994: Pere Torruella, Pere Màquines[20]
- Any 1993: Josep Solé
- Any 1992: Antoni Solà
- Any 1991: Robert Ribalta[20]
- Any 1990: Toni Viladrich
- Any 1989: Joan Guilanyà, Joanet[20]
- Any 1988: Carlos Hernàndez
- Any 1987: Josep Vila, el Presi[20]
- Any 1986: Toni Ester
- Any 1985: Gabriel Vilaginés, el Pixarada[20]
- Any 1984: Josep Riu
- Any 1983: Josep Feliu
- Any 1982: Robert Augué
- Any 1981: Pere Torra, Pere de l'Isard[20]
- Any 1980: Josep Antoni Montoya
- Any 1979: Ramon Solé el Sastre[21]
- Any 1978: Carles Pallarès
- Any 1977: Carles Pallarès
- Any 1976: Josep Valls
- Any 1975: Josep Roca[21]
- Any 1974: Carles Pallarès
- Any 1973: Miquel Figueras
- Any 1972: Carles Casafont
- Any 1971: Carles Casafont

#### Polèmica en el Carnaval 2015
L'arribada del carnaval del 2015 va provocar diverses reaccions degut al fet que es parodiava un atac a forces militars espanyoles, provocant que la Fiscalia de Lleida investigués el cas. Gran part de la polèmica va venir generada per un fals cartell promotor, editat a posteriori de la festa, i suposadament editat per un regidor del Partit Popular de Catalunya, que en tot moment tant l'Associació de Festes com l'Ajuntament de Solsona van desmentir-ne l'oficialitat.

### Bramada i Mata-ruc d'Honor

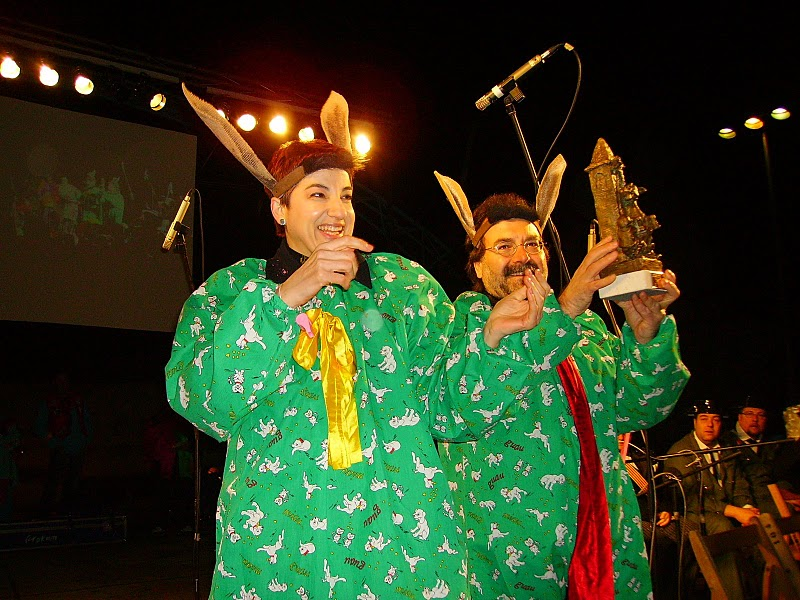
Lloll Bertran i Celdoni Fonoll fent de mata-rucs al Carnaval de Solsona

Dos els esdeveniments més esperats al llarg del Carnaval el conformen la Bramada i el Nomenament del Mata-ruc d'Honor.
En referència al primer, cada any es dedica la bramada a una persona, grup de persones, esdeveniment, etc. que pel motiu que s'escaigui han dut a terme algun fet polèmic, moltes vegades en contra de la cultura catalana (alguns exemples recents són les que es van dedicar a la COPE, a José María Aznar, etc...). Al llarg dels anys, sols tres persones han realitzat la "bramada" a la plaça: el Pep dels Oriols fins a l'any 2000, el Mario Vilaginès del 2000 al 2012, conegut com a Mario de Cambrils, qui morí el dia 10 de febrer de 2014, i des de l'any 2013, Marc Arnau Borràs
El segon esdeveniment, consisteix a anomenar Mata-ruc d'Honor del Carnaval de Solsona a una persona o grup de persones que al llarg de l'any anterior o bé en els anys anteriors, han destacat dins el món català. A part de fer-los entrega d'un trofeu commemoratiu, se'ls guarneix amb una bata típica del carnaval solsoní i se'ls posa unes orelles de ruc, rèplica del que una estona després es penja a la Torre de les Hores. També tenen l'honor de que conjuntament amb el carnestoltes, poder penjar el ruc.
Aquesta tradició arrencà l'any 1987, i des d'aleshores s'ha seguit realitzant de forma ininterrompuda exceptuant l'any 2021 a causa de la Covid-19. Els guardonats són:
Alguns dels guardonats són:
- Any 2025: Manel Vidal, Joel Díaz i Andreu Juanola
- Any 2024: Llucià Ferrer
- Any 2023: Lluís Marco i Fernández
- Any 2022: Ivan Cervantes Montero[30]
- Any 2021: Ningú a causa de la pandèmia
- Any 2020: Mònica Terribas
- Any 2019: Carme Ruscalleda[31]
- Any 2018: Tomàs Molina[32]
- Any 2017: Màrius Serra
- Any 2016: Helena Garcia Melero[11]
- Any 2015: Xavier Graset[33]
- Any 2014: Pep Cruz[13]
- Any 2013: Marc Coma[34]
- Any 2012: Àvia Remei[35]
- Any 2011: Abel Folk[36]
- Any 2010: Xavi Coral[37]
- Any 2009: Espartac Peran
- Any 2008: Tortell Poltrona
- Any 2007: Lloll Bertran i Celdoni Fonoll
- Any 2006: Antoni Bassas
- Any 2005: Ramon Pellicer
- Any 2004: Gerard Quintana
- Any 2003: Toni Albà
- Any 2002: Albert Om
- Any 2001:Toni Soler
- Any 2000:Joan Manuel Serrat
- Any 1999:Joan Reig
- Any 1998:Ramon Peris
- Any 1997: Petri, Noti i Nets
- Any 1996: Tomeu Penya
- Any 1995: Josep Mª Bachs
- Any 1994: La Barberia
- Any 1993: Òscar Nebreda
- Any 1992: Fina Brunet
- Any 1991: Professor Lester
- Any 1990: Núria Feliu
- Any 1989: Josep Cuní
- Any 1988: Rosa Gil, Anna Cler, Toni Cler i Jordi Llonch
- Any 1987: Àngels Barceló, Salvador Alsius i Antoni Castejón

### La Penjada del Ruc

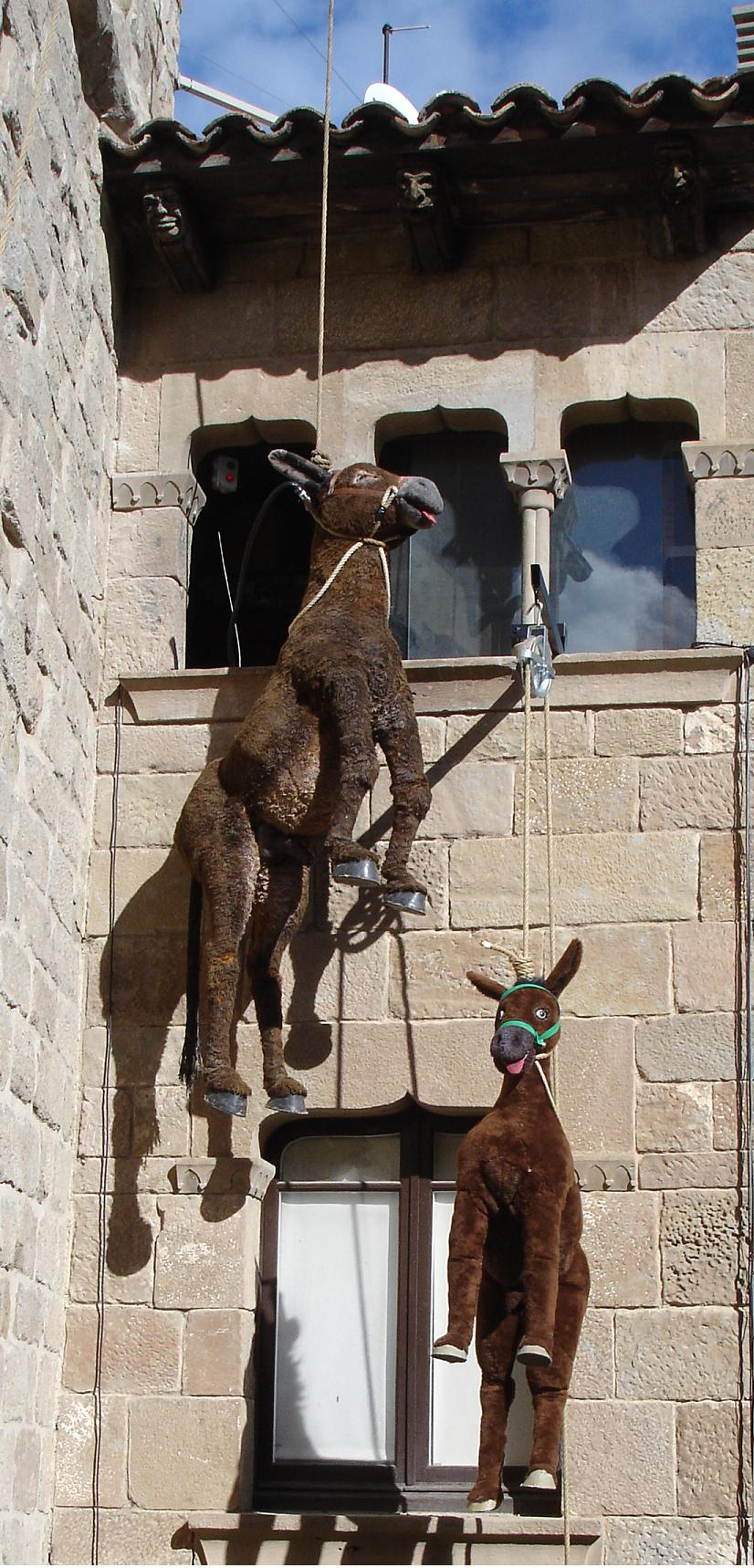
Rucs del Carnaval de Solsona.

Als solsonins i solsonines, els anomenen mata-rucs, ja que segons explica la llegenda:
| « | ...en un dels campanars de la ciutat hi creixien unes herbes, i els solsonins les volien netejar, i es va enviar un ruc a menjar-se-les. Però, es clar, en ser l'escala tan estreta, els encarregats varen decidir de fer pujar el pollí penjat... del coll, com no. Mentre la pobra bèstia agonitzava, no va poder aguantar més la bufeta i la va buidar sobre els presents. | » |

Els solsonins, fent ús del sentit de l'humor, van començar a realitzar la "Penjada del Ruc", lògicament, no amb una bèstia de carn i ossos, sinó amb un ruc de cartó pedra i peluix, amb un mecanisme per simular l'última micció de la pobra bèstia de la llegenda. I des d'aleshores, aquest acte, que es duu a terme el dissabte de Carnaval a la nit, s'ha convertit en l'emblema de la festa i un dels seus moments més impactants i emotius, i a la vegada fa que el Carnaval de Solsona sigui un dels més destacats de Catalunya.

#### A Solsona, bona gent
El dissabte de Carnaval a la nit, el Ruc es penja sempre al so de la cançó A Solsona, bona gent, del músic solsoní Eduard Tamames Font (es diu que va fer els arranjaments basant-se en una cançó que cantava en Pauet Serra Forn) , que la gent de la plaça canta mentre es va pujant el ruc fins dalt del campanar de la Torre de les Hores.
| « | A Solsona bona gent, a Solsona, bona gent, si no haguessin mort el ruc, si no haguessin mort el ruc. Fa molts anys a dalt del campanar, aquí a Solsona, aquí a Solsona fa molts anys a dalt del campanar aquí a Solsona el vam penjar, el vam penjar!!! Adéu-siau, ens en anem i no sabem quan tornarem. Som governats per quatre rucs mal educats, mal educats | » |

### Polèmica
L'any 1986, i arran d'unes imatges emeses en alguns informatius, diverses persones varen prendre per un veritable ruc la pobra bèstia que els solsonins penjaven del campanar, i van denunciar "tan macabra festa" als apartats de cartes als lectors de diferents rotatius (20 de febrer a La Vanguardia; 13 i 18 de març a El Periódico; març de 1986 al Diari de Terrassa), pretenent salvar l'ase de tan esgarrifós final, i la polèmica que van originar va ser tal que es va impulsar la festa cap a una de les seves etapes més productives, convertint la penjada en un dels actes estrella del Carnaval gràcies a aquesta propaganda.

### Ball de l'escaldat
El diumenge de carnaval comença amb la tradicional Tronada, una o diverses traques enceses dins el nucli antic del poble, i seguidament es preparen les Sopes i s'amenitza l'esmorzar amb l'anomenat Ball de l'escaldat fa destacar el Carnaval de Solsona dins els carnavals catalans.

### Sermó
És un dels actes principals del Caranval de Solsona; consisteix en la lectura d'un sermó crític i irònic, on es repassa l'actualitat mundial i catalana, però principalment la comarcal i solsonina. Majoritàriament escrit en vers i algún llatinatge, es llegeix el diumenge de carnaval a la plaça Major davant d'un públic atent per escoltar la crítica i mofa de tot allò que ha passat en el darrer any.

Aquest és un dels actes amb més tradició; ja es duia a terme abans de la guerra civil, i un dels fragments del Sermó de l'any 1935 és el següent:
| « | Salut, poble de Solsona! que'l gran rei ja ha arribat per portar-vos la gran nova que el Carnaval ja'n entrat. No per dur-vos grans caudals sols tres dies de gran trasbals. Hem vingut amb camions carros, cotxes i avions, submarins, barcos de vela es dir, amb trasts de tota mena. | » |

### Contradanses
Les contradanses és un dels actes que té lloc el diumenge de carnaval a la tarda. Aquest acte, que consisteix en diverses danses ballades en diferents carrers i places on es tiren confits o caramels, és un dels més antics del carnaval solsoní. Aquestes danses volen representar una mofa dels balls de saló francesos del segle xviii. Actualment només es ballen durant el diumenge a la tarda, però durant les primeres dècades del segle XX tenien lloc diverses vegades durant la festa.
Actualment es ballen tres danses:
- La contradansa de Solsona, arranjada pel músic solsoní Joan Roure i Jané al 1973 i coneguda popularment amb el sobrenom de "Contradansa sèria", dansada per balladors vestits d'època.[45] L'any 1986, la Cobla-Orquestra La Principal de la Bisbal en va fer un enregistrament[46] i al 2010 la Cobla Juvenil Ciutat de Solsona.[47]
- Polka 1878, composta pel músic Francesc Masmitja i arranjada per a cobla per Joan Roure i Jané al 1978, ballada per dansaires amb diferents disfresses.[45] També es coneix pel sobrenom popular de "Contradansa boja". L'any 1986, la Cobla-Orquestra La Principal de la Bisbal en va fer un enregistrament[46] i al 2010 la Cobla Juvenil Ciutat de Solsona.[47]
- Contradansa de l'Indiot composta pel músic solsoní Albert Fontelles i Ramonet i recuperada al 2013 a petició de l'Associació de Festes del Carnaval de Solsona. Per a fer-ho, es van basar en la memòria històrica d'alguns solsonins que, evocant de nou les contradanses d'abans de la Guerra Civil Espanyola, recordaven que, en alguna ocasió, s'havia dansat el Ball de l'Indiot, una dansa popular catalana. En aquesta ocasió, els dansaires van vestits amb una màscara de gall d'indi.[45] L'Indiot és un ball de parelles, de caràcter senyorívol, és usat com a ritus de passatge. Les parelles no es donen mai la mà sinó que van unides amb un mocador o una cinta i han d'anar passant per sota dels ponts formats per la resta de parelles.

En motiu del 50è aniversari del Carnaval de Solsona, el músic solsoní Albert Fontelles i Ramonet va recuperar dues de les composicions musicals més antigues de la festa: el Pasdoble per Carnaval i Contradansa vella, dues peces que la desapareguda Orquestra Planas havia interpretat durant el Carnaval de Solsona del primer terç del segle xx.

### Carnaval infantil
Un dels dies més concorreguts de tot el carnaval de Solsona és el que es coneix com a Carnaval infantil, que consisteix en una reproducció concentrada en un dia de tots els actes del Carnaval del poble, dedicada al públic més petit. El dilluns de Carnaval a Solsona és el dia dels nens. Durant el matí es fa el que es va fer diumenge però amb uns gegantons amb mides i pes inferior per tal que els nens i nenes siguin els que puguin ser ells qui els facin ballar. És comença el dia a quarts d'onze amb la baixada de les autoritats des de la plaça de l'ajuntament. a les 11.00 h arriben les carroses amb el S.M.Carnestoltes i el/la Matarruc Infantil amb l'animació del grup "Pepsicolen". En pujar a la plaça Major, amb l'acompanyament d'alguna banda, es llegeix el Sermó i és fan els ballets dels gegantons. En acabar els ballets es penja el ruc infantil. A la tarda hi ha un concurs de disfreses amb la col·laboració de Pep Callau a la Sala Polivalent. Més cap a la nit, a les 19.30 h hi ha un correfoc infantil des del portal del castell i en arribar a la plaça del ruc es fa la despenjada. Per acabar el dilluns de carnaval a les 22.00 h hi ha sopar de comparses i en finalitzar el sopar hi ha concerts.

### Figues, coca i vi blanc
Aquest és un dels actes més antics del Carnaval, ja que es té constància que ja es duia a terme en els Carnavals anteriors a la Guerra Civil.
Consisteix en un recorregut per la ciutat, metre es van repartint figues, coca i vi blanc, i en les diferents parades a les places del nucli antic, es balla i canta al so de la cançó que porta el mateix nom, tot cantant la següent cançó:
| « | El darrer dia del carnestoltes, fadrins i noies pels carrers van, I la gent crida perquè els convidin a aiguardent, figues, coca i vi blanc... | » |

## Organització

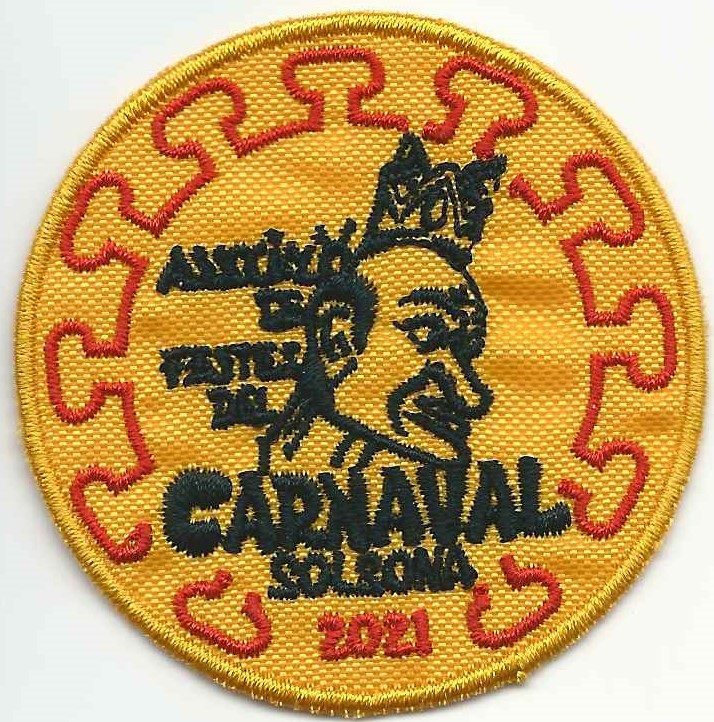
Associació de Festes del Carnaval de Solsona - Carnaval 2021 - "Parxe" soci

Inicialment el Carnaval de Solsona, el van anar organitzant els joves del poble, dins un grup anomenat La Joventut Solsonina, inicialment conformat per Joan Subirà (Joan de la Rossa) al capdavant, amb el Jaume Porredon (Campa), el Pere Escolies, la Rosa Riu, el Robert Ribalta, el Carles Casafont, l'Imma Novelles, el Jordi Xandri, el Francesc Grau, la Carme Cambray, la Rosa Vilar i la Guillermina Dach, i també el Pere Camps i el Jordi Cases, aleshores menors d'edat.
A partir de l'any 1977, es va crear l'Associació de Festes del Carnaval de Solsona, entitat cultural sense ànim de lucre, encarregada de la preparació i execució de la festa (l'entitat es va registrar l'11 de febrer de 1983). Aquesta entitat, composta per entre 10 i 25 membres actius (depèn de l'any), i amb uns set-cents socis i sòcies, el cual reven un "parxe" commemoratiu anual, és la propietària de tots els elements folklòrics així com de totes les carrosses, disfresses, material variat, etc. que s'utilitzen per a la preparació i execució del Carnaval. Apart de la Minijunta que s'encarrega de treballar conjuntament amb la junta en els actes infantils i juvenils del carnaval. Està formada íntegrament per adolescent i jovent

## Gegants, nans i altres construccions
Amb la recuperació del Carnaval a principis dels anys 70 del segle xx, el folklore geganter de Solsona tant característic dels dies de Festa Major i Corpus també es va veure satirtizat en la festa. A diferència del caràcter solemne i de la majestuositat dels gegants i altres improperis, tal com s'anomenen a Solsona, els elements folklòrics que van començar aparèixer per Carnaval es caracteritzaven per les seves formes caricaturesques i burlesques. Els primers gegants apareguts al Carnaval són construïts pels mateixos organitzadors de la festa sota la supervisió del mestre geganter Manel Casserras i Boix, autor de la gran part de figures que integren el Carnaval.
La Vaca, avui desapareguda, va ser el primer gegant construït pel Carnaval el 1972. Tot i que els primers anys també havia aparegut alguna figura d'algun particular, d'aquesta primera etapa cal destacar els quatre gegants que parodiaven els de la Festa Major, els Ruquets, la Cuca o el Pop. El 1978, apareix el Gegant Boig, obra de Manel Casserras i avui convertit en una de les icones principals de la festa. La seva creació i la de la resta de la seva família als anys següents suposa un abans i després per la Festa i també pel món geganter en general. Altres figures popularment conegudes són el Xut, la Draca, el Tòfol Nano o el Comte de l'Assalto. Alguns personatges coneguts solsonins s'han vist burlats en forma de capgrós o gegant. És el cas de l'aleshores alcalde Ramon Llumà (1993), el regidor i que posteriorment va ser alcalde Xavier Jounou (1996) o el polític Albert Muntada (2005).
La relació de gegants de la festa és:

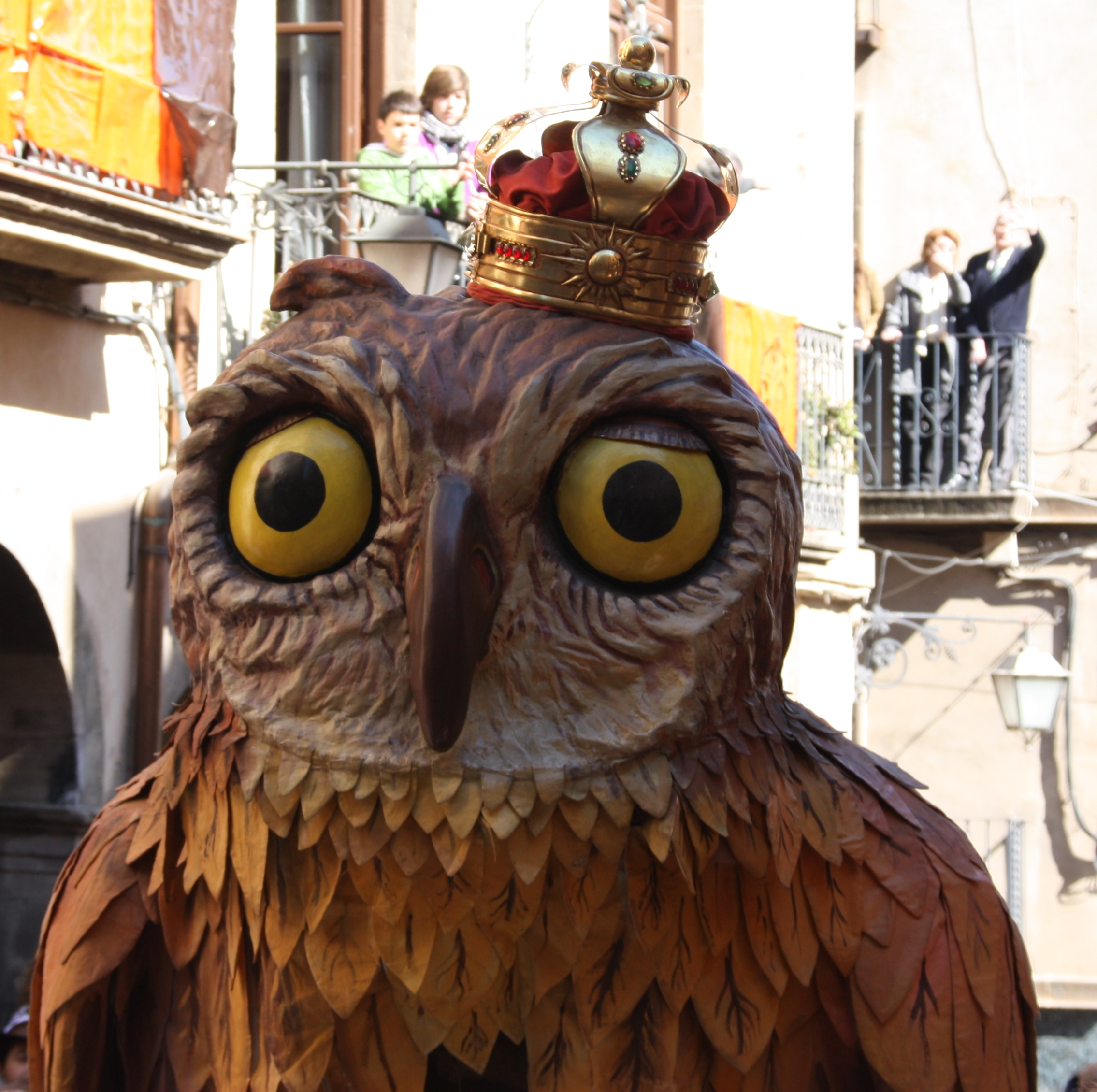
El Xut

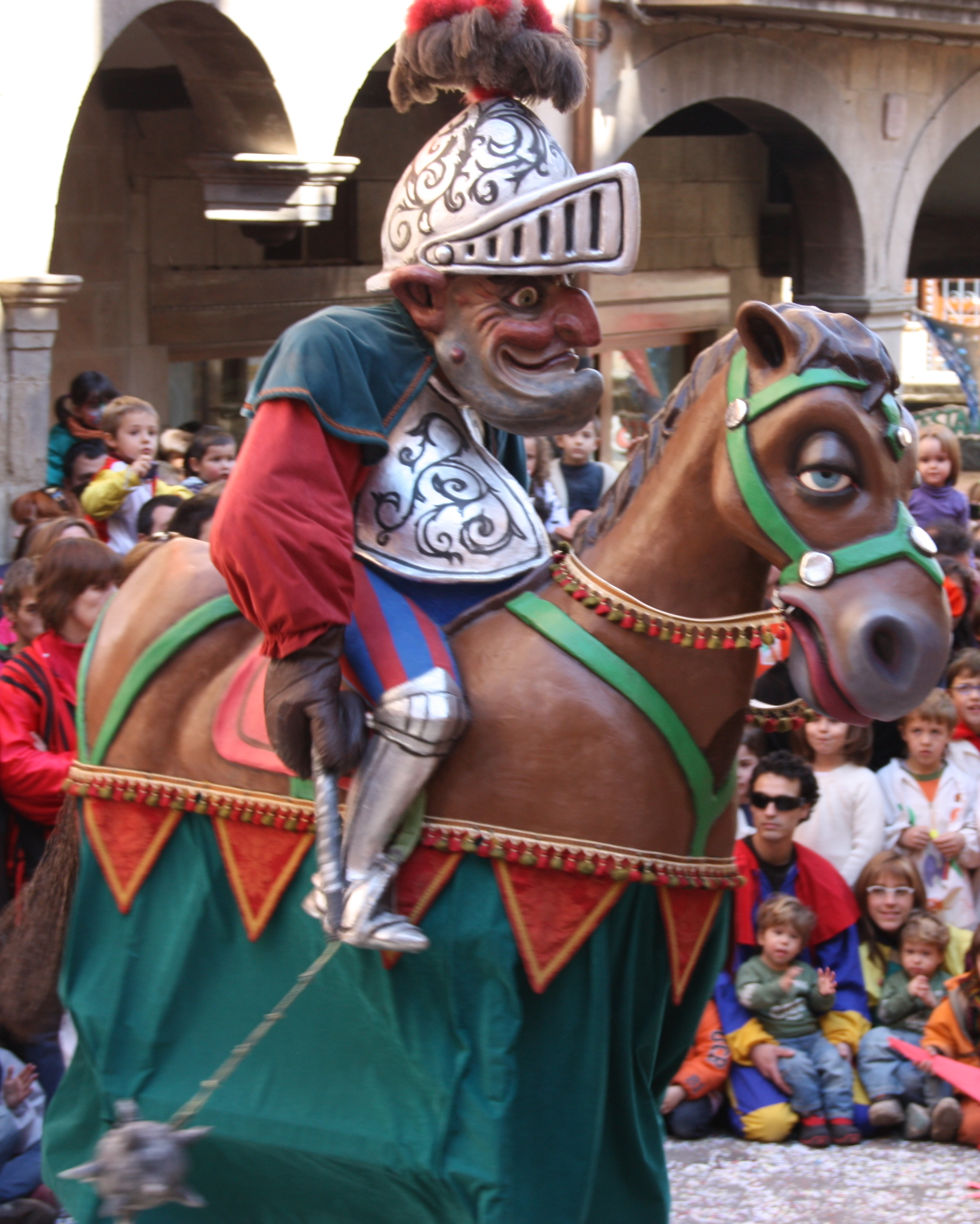
Comte de l'Assaltu

- Els gegants antics del Carnaval (1974): Són els antecessors gegants bojos actuals. Van néixer a partir d'uns caps-grossos del taller El Ingenio de Barcelona amb una certa semblança als Gegants de Festa Major de Solsona, amb forma de paròdia amb les seves cares estrafolàries. Primer ballaven el ballet actual dels gegants bojos, però se'ls va anant deixant a part, fins que Joan Miquel Villaró, els va dedicar una cançó.
- El Pop (2021): se'n tenen referències, però la figura no es recuperà. Tot i així, al juliol del 2021, es recuperarà essent un gegant inclusiu; un projecte entre l'AFCS, la Colla Gegantera del Carnaval de Solsona i l'Associació Amisol. L'original era de grans dimensions i pes exageradament alt amb un barret de copa vermell característic, però va desaparèixer per falta d'espai per guardar-lo i gent per portar-lo.
- Gegant Boig (1978): Manel Casserras, l'any 1978 creà un gegant diferent a tots els construïts fins aleshores: un gegant geperut, panxut i calb, la seva cara és grotesca i es burla de tothom qui el mira, però el fet més destacable és que està dotat d'uns braços articulats que en ballar al compàs del BUFI reparteix garrotades a tort i a dret tot animant la gent a ballar amb ell. Amb aquest element Casserras trencà la imatge convencional i tradicional del gegant i encetà una nova etapa no només pel carnaval solsoní sinó pel mon geganter. Aquest element té ballet propi, juntament amb els altres tres gegants bojos, compost pel mestre Joan Roure i Jané.
- Geganta Boja (1979): construïda per ser l'esposa del Gegant Boig. Amb el seu enllaç el dissabte de Carnaval de l'any 1975, neix la família dels bojos i es consolidà la imatge gegantera del Carnaval solsoní. Lletja, bigotuda, culona i amb uns pits enormes que se li belluguen quan dansa, es convertí en l'autèntica reina de la Festa solsonina. Aquest element té ballet propi, juntament amb els altres tres gegants bojos, compost pel mestre Joan Roure i Jané.
- El Mocós (1980): el Mocós, apareix el dissabte de Carnaval de l'any 1980 és el primer fills del matrimoni més boig de Solsona, com el seu nom indica és un noiet de poca edat, ja que encara porta el xumet a la boca i a la mà hi porta un sonall, això sí, de ben petit ja ha après el que ha de fer amb aquest instrument, ja que els seus pares li van ensenyar ben aviat. Aquest element, igual que el seus pares, té els braços mòbils però a més, aquest bressola el cap d'esquerra a dreta tot fent un graciós moviment, molt adient amb ell. Aquest element té ballet propi, juntament amb els altres tres gegants bojos, compost pel mestre Joan Roure i Jané.
- Geganteta (1982): Dissabte de Carnaval de l'any 1982 es completà la família dels gegants bojos que ballen per la ciutat de Solsona durant les festes del Carnaval.. La Geganteta és una simpàtica noieta, nineta dels ulls del seu pare, de fet la similitud entre ells és més que notable. Porta dues trenes i un ninot a la mà per tal de continuar amb la tradició familiar alhora de ballar. Aquest element té ballet propi, juntament amb els altres tres gegants bojos, compost pel mestre Joan Roure i Jané.
- El Xut de Solsona (1981): Era el 1981 quan l'Associació, que ella mateixa s'escrivia el guió a seguir, decidí encomanar al Manel Casserras una figura totalment diferent als gegants creats fins aquell moment, volien una bèstia. Però no una de qualsevol: havia de ser la burla a la majestuosa Àliga de Solsona, símbol i honor de ciutat. L'enginy del Manel tornà a sorprendre amb la creació del Xut: un ocell totalment contrari a una àliga ja que és un ésser més aviat grassonet, de cap i d'ulls grossos, un ser noctàmbul i més aviat lent. La figura és una de les més originals i simpàtiques de tota la comparseria solsonina. Aquesta té la capacitat de girar el cap a dreta i esquerra, moure les ales i fins i tot picar l'ullet. I tot això ballant el so del seu particular ball. El portador pot manejar tota aquesta obra d'enginyeria amb facilitat gràcies al bon equilibri de la figura i per la forma de portar-lo, ja que és la mateixa que la d'un gegant, tot i que aquest ballet és el més complicat de tots. El seu ballet és compost pel mestre solsoní Joan Roure i Jané.
- Els Ruc (1985): És una figura de cartró pedra realista d'un ruc que serveix per representar una antiga llegenda d'unes herbes que van sorgir al cim de la torre de les hores, i per treure-les, dos pagesos van voler treure-les, fent pujar per les escales del campanar un ruc per que se les mengés, però com que no hi passsava per les escales, el van fer pujar lligat pel coll amb una corriola, i sense cap sorpresa va morir escanyat, per aquest motiu a Solsona la gent també són anomenats matarucs. Al principi de l'acte el "Joan de la Rossa" interpretava "El Silencio". Però després es va arranjar una cançó popular d'autor desconegut, la cual és la d'avui en dia. L'arranjament és de la mà d'Eduard Tamames.
- La Cuca (1975): És un element que no sol sortir moltes vegades, però és un element amb una fisonomia característica. L'element recorda a un drac xines tradicional de cap d'any el cual porten entre moltes persones.
- La Vaqueta Estefania (1997): la Vaqueta apareix l'any 1997 obra del Manalet Casserras. Cal dir que el 1972, una colla de gent va construir una rèplica del bou de la Festa Major que va durar poc. Aquesta figura vol ser la burla del bou de la Festa Major. És una femella sensual d'ulls grossos, arracades i llavis pintats. Té ball propi i és compost pel solsoní Josep Colilles.
- El Tòfol Nano (1983): la nit de dissabte de Carnaval de l'any 1983 aparegué un rival a la mida del gegant Boig. Aquesta peça reparteix llenya amb els peus, a partir de les hores, les bofetades van arribar de debò. Aquesta figura, segons diu la veu popular, és el cosí llunyà de la Geganta Boja que va venir ric de fer les Ameriques. Aquest element té ballet propi compost pel cantautor solsoní Roger Mas.
- La Draca (1984): l'any 1984 es decidí fer la burla del centenari i ferotge Drac de la festa Major. Com sempre, l'artista solsoní Casserras l'encertà, tot creant un a figura que a diferència del seu homònim, és una femella, porta arracades, faldilles i el seu ballet és una animada peça on fins i tot hi reconeixem el porrompompero, en lloc de foc, tira pols de talc o farina... El seu ball és compost pel mestre solsoní Joan Roure i Jané.
- El Comte de l'Assaltu (1986): L'any 1986, aparegué per les contrades solsonines un guerrer amb estètica medieval, d'aspecte ferotge i cara de pocs amics, amb una massa, a cada mà, lligada a una bola amb pues per una cadena i muntat dalt d'un cavall amb cara de bonifaci, dòcil i amb poques ganes de participar en cap batalla. Era el Comte de l'Assaltu o també conegut com el Pica-Ricu. La figura, evidentment gaudeix de la seva parodia dins de la Festa Major, la mulassa. Aquest element té ballet propi compost pel mestre Joan Roure i Jané.
- L'Olímpic (1987): Amb motiu de la nominació de Barcelona com a seu dels Jocs Olímpics l'any 1992 el Carnaval de Solsona es volgué afegir l'any 1987 a l'eufòria que es vivia al país tot creant un gegant esportista. Aquest és un boxejador amb uns grans guants i amb un parell de cops de puny de més i el declararen Olímpic d'Aixecament de vidre (del vidre que està fet un porró, és clar). El seu ballet és del mestre Joan Boix.
- Els Nans (1985): L'any 1985 apareixen els nans, són uns dels elements més estimats pels infants de Solsona. Quatre cap grossos amb la peculiaritat de tenir cos i brassos: unes grans mans que colpegen a tord i a dret. Les seves simpàtiques cares sembla que són inspirades en personatges de la ciutat. Ells són: la Iaia, el Perruques, la Tetes i el Carbassa. Tenen ball propi i és compost pel mestre solsoní Joan Roure i Jané.
- Els Bufons: No són com a tal un element constructiu, però són una manifestació festiva, tracta d'un grup de gent amb mascares i vestits extravagants que van amenitzant al públic, els quals des de l'any 2022 han de ser socis de l'Associació de festes del Carnaval de Solsona. Recorden als antics trobadors i saltimbanquis.
- El Pep dels Oriols (1986): El mateix any que naixia el Comte de l'Assaltu, apareixien dues figures més dins la festa del Carnaval solsoní i amb la particularitat que les dues procedien de dues comparses: per una banda el Pinxo de la comparsa els Mata-rucs i per altra, el Pep dels Oriols de la comparsa els Oriols. El Pep del Oriols, va ser fet a semblança d'un dels més famosos escombriaires de la ciutat: un senyor baixet, panxut, amb un particular bigoti i fumant sempre una recargolada pipa: era en Josep Alsina. En Josep, no només era famós pel seu ofici sinó que durant el Carnaval canviava la seva escombra i es posava el seu frac i barret de copa i es convertia en el bramador oficial del carnaval, tasca que realitzà durant molts anys fins que fou substituït pel Mario de Cambrils. El Josep Alsina rebé el seu major homenatge per part del Carnaval solsoní, quan l'any 1995, l'any del vint-i-cinquè aniversari de la recuperació de la festa, fou nomenat carnestoltes. El gegant va ser finançat íntegrament per l'activa comparsa dels Oriols i per aquest motiu, el gegant porta la mateixa bata que la comparsa: brusa taronja i capa marron. Aquest gegant, de braços articulats, ha sofert diferents modificacions en l'objecte que aguantava amb la mà per tal de colpejar al públic: en un primer moment duia un cubell, però pel gran pes que tenia es va canviar per una escombra que es tornà a canviar per una xurriaques de roba, les que porta actualment. Aquest element té ballet propi compost pel solsoní Joan Miquel Villaró.
- L'Espedrera (2019): És un gegant de la comparsa dels Espedrers, que des del 2020 balla juntament amb la resta de gegants. És l'element més nou del carnaval, obra a diferència dels altres, del jove solsoní Pau Reig. L'Espedrera tira confeti per la punta de la cua, i els seus ulls poden canviar de color. El ballet és de Xavier Ricarte i Janet van der Graaf. També la podem trobar al correfoc.
- La Flama i l'Onada (2022): Són dos gengants de la comparsa dels Espedrers, que desde el 2022 ballen pel Carnaval Infantil, juntament amb l'Espedrera. Aquests dos gegants surten de l'amor entre l'Espedrera i la Draca sent un dels trets distintius del projecte és la seva mirada LGTBI+, on l'Espedrera va posar 2 ous. D'aquests dos ous van sortir la Flama i l'Onada. Els noms es van decidir a través de la participació dels infants de Solsona.

## Música
La majoria de peces musicals les va compondre Joan Roure i Jané, però altres compositors han compost noves peçes com Roger Mas al ball el Tófol Nano, o Joan Boix al ball de l'Olímpic. Però el que és el hit del Carnaval és el Bufi, el qual Joan Roure deixa per escrit:
| «            | El Bufi. Barrejada Carnavalesca Amb motius coneguts molt coneguts, altres que no ho son tant i alguns que no gens. | » |
| — Joan Roure | |   |

També s'ha de destacar la creació de l'orquestra Patinfanjàs, la qual fou creada per les joventuts del poble sense coneixements musicals per donar a la festa una orquestra gratuita i solsonina.
En motiu del 50è aniversari del Carnaval de Solsona, el músic solsoní Albert Fontelles i Ramonet va recuperar dues de les composicions musicals més antigues de la festa: el Pasdoble per Carnaval i Contradansa vella, dues peces que la desapareguda Orquestra Planas havia interpretat durant el carnaval del primer terç del segle xx. Segons sembla, el pasdoble era corejat per una entitat coral solsonina mentre que la contradansa esdevenia un autèntic vals-jota de l'època, un dels gèneres ballables que habitualment tancava els balls i anunciava el fi de festa. Ambdues obres es van interpretar per primera un concert de les músiques anomenat Simfonies Boges, on hi participaren l'Orquestra Patinfanjàs, la Cobla Juvenil Ciutat de Solsona i d'altres músics i grups locals.

## Colla Gegantera del Carnaval de Solsona

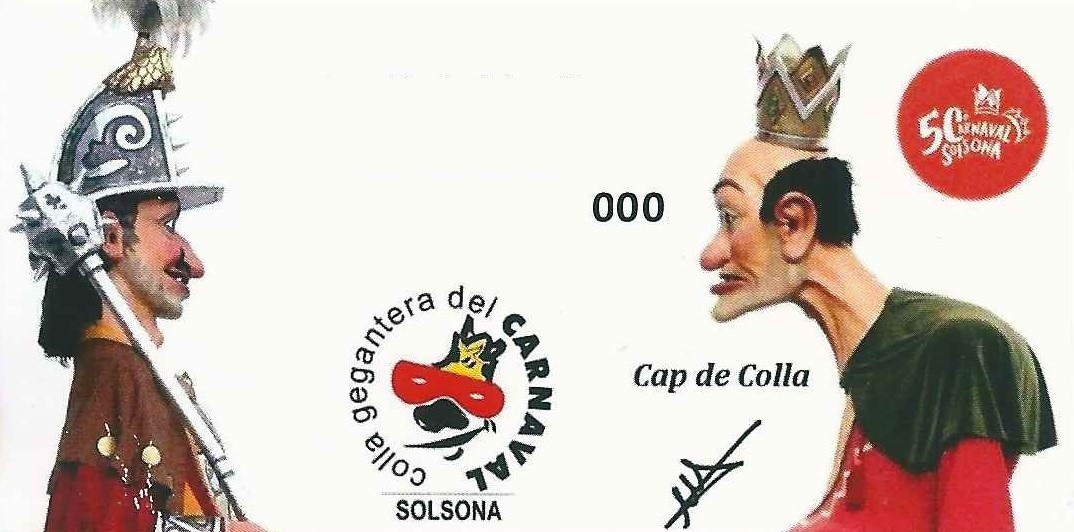
Colla Gegantera del Carnaval de Solsona - Carnet soci 2020

L’estiu del 1999 una colla de joves de Solsona, tots portadors i amants dels gegants del Carnaval de Solsona van decidir formar una colla gegantera, fruit de les trobades geganteres que vàrem assistir i de la gran aspectació que els gegants despertaven per allà on passaven, en algunes ocasions els gegants havien estat convidats en festivitats d'altres localitats. La intenció bàsica era dedicar tos els nostres esforços per a la potenciació dels gegants del Carnaval i fomentar part del folklore solsoní. Així com degut a la gran importància de dita manifestació i el seu patrimoni folklòric dins la ciutat de Solsona obliguen la creació d’una entitat que vetlli per la seva conservació, lliurant així a l’Associació de Festes del Carnaval d’una dura tasca, per així poder-se dedicar íntegrament dins la festa del Carnaval.
Aquelles primeres intencions van donar fruit i la colla es va formar amb el nom de Colla Gegantera del Carnaval. D’aquell petit grup de geganters s'ha passat a un nombre força respectable de geganters, posant així en evidència el gran interès per part dels solsonins envers a unes de les peces més importants  dins el folklore solsoní, i el gran interès per la seva conservació i la seva expansió cap a Catalunya. I aquests són els objectius de la Colla, no solament fomentar la figura dels gegants del Carnaval de Solsona i la seva conservació, sinó que també la seva explotació per arreu del nostre país. Fer conèixer el gran tresor que tenim els solsonins a tots aquells que estimen els gegants i el nostre folklore.

## Publicacions

### Vídeos
Anualment, l'Associació de Festes del Carnaval edita un vídeo (en diferents formats al llarg dels anys), amb les gravacions de l'any anterior. A més a més, a principis de 2014 es van anar recuperant els pel·lícules dels primers anys (des del 1972 al 1986), recuperades gràcies al treball de digitalització dut a terme en col·laboració entre l'Associació, l'Arxiu Comarcal del Solsonès i el Consell Comarcal.
Actualment, també es publiquen vídeos i fotografies varies durant el carnaval a l'Instagram oficial del carnaval @carnavalsolsona

### Llibres
- Vilaseca, Noemí; Trilla i Reig, Marc. El Carnaval de Solsona. La història d'un desafiament genuí.  Solsona: Associació de Festes del Carnaval de Solsona, 25 febrer 2011. D. legal B-7218-2011. ISBN 978-84-614-6965-9.[56][57][58][59]

### Contes
- Canals Botines, Mireia; Miravete Duplas, Susanna. "L'aventura del Mocós".  Solsona: Associació de Festes del Carnaval de Solsona, desembre 2009. ISBN 978-84-613-6953-9.[60]
- Canals Botines, Mireia; Miravete Duplas, Susanna. "L'aventura de la pipa d'en Pep".  Solsona: Associació de Festes del Carnaval de Solsona, desembre 2010. ISBN 978-84-614-5292-7.[61]

### Musicals
- CD de músiques del Carnaval de Solsona per la Cobla La Principal de la Bisbal; 1994[62]
- CD de músiques del Carnaval de Solsona per l'orquestra Patinfanjàs i la Cobla Juvenil Ciutat de Solsona; 2010[63]